# Sorgente di neutroni
Una sorgente di neutroni o fonte di neutroni è un'apparecchiatura che emette un flusso neutronico. Esiste un'ampia varietà di sorgenti di neutroni, che include fonti radioattive portatili, reattori nucleari e fonti di spallazione. Altamente eterogenee nella quantità di energia, nell'entità del flusso di neutroni, nelle dimensioni della sorgente, nei costi e nelle normative che le regolamentano, queste apparecchiature sono impiegate in campi diversi come la fisica, l'ingegneria, la medicina, le armi nucleari, l'esplorazione petrolifera, la biologia, la chimica e l'industria nucleare.
La creazione e l'utilizzo di una sorgente di neutroni sono attività complesse e potenzialmente pericolose; i neutroni prodotti, essendo per natura fortemente penetranti nella  materia, hanno caratteristiche radiative ionizzanti.

## Sorgenti di piccole dimensioni

### Sorgenti alfa-berillio
Consiste nell'emissione di particelle alfa e di berillio da un corpo, secondo la reazione:
{\displaystyle {}_{2}^{4}\alpha \;+\;{}_{4}^{9}{\hbox{Be}}\;\to \;n\;+\;{}_{6}^{12}{\hbox{C}}\;}
La miscelazione deve essere molto accurata, poiché il moto delle particelle alfa, cariche elettricamente, tende ad arrestarsi rapidamente nel materiale.
Gli emettitori di particelle alfa utilizzati possono essere: radio, polonio, plutonio o americio (l'americio è particolarmente adatto alle sorgenti di neutroni all'interno dei reattori nucleari).
Una sorgente di questo tipo presenta il vantaggio di un funzionamento che, ancorché passivo, non può essere fisicamente interrotto in maniera spontanea, dunque agisce fino a quando l'emettitore alfa utilizzato non decade.
Nelle sorgenti alfa-berillio, una piccola produzione aggiuntiva di neutroni si origina mediante due reazioni endotermiche che riguardano il berillio:
- - {\displaystyle \;n\;+\;{}_{4}^{9}{\hbox{Be}}\;\to \;2*n\;+\;2~*\;{}_{2}^{4}\alpha \;-\;1,57{\mbox{MeV}}}
  - {\displaystyle \;\gamma \;+\;{}_{4}^{9}{\hbox{Be}}\;\to \;n\;+\;2\;*\;{}_{2}^{4}\alpha \;-\;2,0{\hbox{MeV}}~\scriptstyle {\mathsf {environ}}\;}

L'energia complessiva dei neutroni prodotti è comunque molto inferiore a quella del generatore alfa (variabile da 3 a 6 MeV per la maggior parte degli emettitori), dal momento che parte dell'energia viene trasferita, sotto forma di energia cinetica, al carbonio prodotto durante le reazioni.

### Sorgenti gamma-berillio
Sono frutto della miscelazione di un emettitore di raggi gamma ad alta energia e di berillio; è molto efficace per quanto riguarda le reazioni (γ, n); ad esempio, la miscela di antimonio e berillio consente di creare una sorgente cosiddetta "secondaria" di neutroni e di compensare parzialmente la progressiva perdita di efficienza della sorgente primaria.
All'avvio del reattore, l'isotopo dell'antimonio con numero di massa 123, irradiato dal flusso di neutroni, forma l'antimonio-124, un emettitore gamma avente un'emivita di 60,20 giorni ed erogante un'energia pari 2,905 MeV, che determina la produzione di neutroni per reazione (γ, n). A medio termine, dopo lo spegnimento del reattore, la sorgente si arresta per il graduale decadimento dell'antimonio-124.
La reazione:
{\displaystyle \;\gamma \;+\;{}_{4}^{9}{\hbox{Be}}\;\to \;n\;+\;2\;*\;{}_{2}^{4}\alpha \;-\;2,0{\hbox{MeV}}~\scriptstyle {\mathsf {environ}}\quad .}
è endotermica, quindi l'energia fornita dei neutroni prodotti è piuttosto bassa.

### Fissione spontanea
L'isotopo 252 del californio genera un numero di eventi di fissione spontanea tale da rendere possibile il suo utilizzo come sorgente di neutroni. I neutroni prodotti hanno un'energia nell'intervallo dei neutroni di fissione, cioè di circa 2 MeV.

## Sorgenti di dimensioni intermedie

### Focalizzatori di plasma denso e Z-pinch
Queste sorgenti di neutroni producono una fusione nucleare controllata, creando un plasma denso in cui il deuterio o il trizio, opportunamente ionizzati, vengono riscaldati sufficientemente per generare la fusione. Un meccanismo analogo avviene con l'uso delle macchine a confinamento inerziale, ossia le cosiddette Z-pinch.

### Acceleratori di particelle
Tramite acceleratori di particelle leggere come idrogeno, deuterio o trizio, tali particelle vengono fatte collidere con bersagli di deuterio, trizio, litio, berillio e altri elementi chimici con un basso numero atomico "Z"; queste collisioni rappresentano una sorgente di neutroni. Generalmente questi acceleratori operano con energie superiori a 1 MeV.

## Sorgenti di grandi dimensioni

### Reattori di fissione nucleare
La fissione nucleare produce una grande quantità di neutroni. Nei reattori nucleari destinati a produrre energia, i neutroni sono solo un prodotto collaterale della fissione, a differenza dei reattori destinati alla ricerca scientifica, i quali vengono utilizzati per produrre neutroni liberi.

### Reattori di fusione nucleare
La fusione nucleare degli isotopi pesanti dell'idrogeno (deuterio e trizio) consente la produzione di grandi quantità di neutroni, senza che tuttavia il bilancio neutronico dell'International Thermonuclear Experimental Reactor consenta la rigenerazione del trizio dal litio necessaria per il funzionamento continuo dei reattori a fusione.

### Acceleratori di particelle
Un'ulteriore sorgente di neutroni consiste nella spallazione provocata dal bombardamento di un bersaglio mediante protoni o nucleoni ad opera di un acceleratore di particelle ad alta energia.